# Ectropis hero
Ectropis hero là một loài bướm đêm trong họ Geometridae.